# O krogli in valju
O krogli in valju (starogrško Περὶ σφαίρας καὶ κυλίνδρου, latinizirano: Perí sfaíras kaí kylíndrou) je matematična razprava starogrškega učenjaka Arhimeda iz Sirakuz, napisana v dveh delih  leta 225 pr. n. št.. Najpomembnejši del razprave so prvič v zgodovini zapisana točna pravila za računanje površine in prostornine krogle ter valja.

## Vsebina
Ključne formule, izpeljane v razpravi O krogli in valju, so formule za že omenjeno površino krogle, prostornino valju včrtane krogle ter površino in prostornino valja. Arhimed je v svojem delu dokazal, da je površina valja enaka:
{\displaystyle P_{\rm {v}}=2\pi r^{2}+2\pi rh=2\pi r(r+h)\!\,,}
njegova prostornina pa: 
{\displaystyle V_{\rm {v}}=\pi r^{2}h\!\,.} 
Za kroglo je dokazal, da je njena površina enaka štirim ploščinam njenega velikega kroga. V sodobnem zapisu to pomeni, da je njena površina enaka:
{\displaystyle P_{\rm {k}}=4\pi r^{2}\!\,.}
Prostornina enakostraničnemu valju včrtane krogle je enaka dvema tretjinama prostornine očrtanega valja, se pravi, da je:
{\displaystyle V_{\rm {k}}={\frac {4}{3}}\pi r^{3}\!\,.}
Na slednji rezultat je bil Arhimed še posebej ponosen, zato je prosil, da na njegov grob vklešejo valj z včrtano kroglo. Ker je višina enakostraničnega valja {\displaystyle h=2r\,}, sta v razmerju 2 proti 3 tudi njuni površini. 
Postopek, ki ga je Arhimed uporabil za dokazovanje svoje formule za izračun prostornine krogle, se je v geometriji uporabljal že pred njim. V mnogih sodobnih učbenikih njegova poenostavljena različica uporablja pojem limite, ki v Arhimedovih časih seveda še ni obstajal. Arhimed je v polkrog včrtaval  polovice mnogokotnikov in jih nato zavrtel, s čimer je dobil konglomerat prisekanih piramid v polkrogli. Iz njih je zatem izračunal njeno prostornino.
Zdi se, da metoda, ki jo je uporabil za izpeljavo formule, ni povsem izvirna, ampak je bila del starogrškega matematičnega izročila. Njegova izvirna metoda je verjetno vključevala domiselno uporabo vzvodov. Palimpsest, ki so ga na začetku 19. stoletja odkrili v Istanbulu, vsebuje veliko Arhimedovih razprav, vključno z Metodo mehanskih izrekov, v kateri je opisal metodo za določanje prostornin z uporabo ravnovesij, težišč in neskončno tankih rezin. 